# JR貨物V18B形コンテナ
JR貨物V18B形コンテナ（JRかもつV18Bがたコンテナ）は、日本貨物鉄道（JR貨物）が製造した12 ft通風コンテナである。

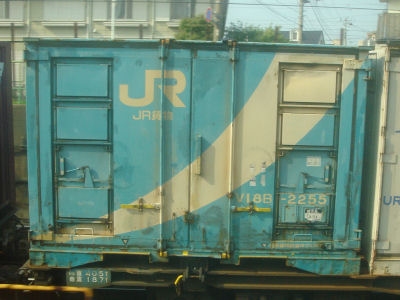
V18B形コンテナ

## 概要
1988年（昭和63年）度に通風コンテナとして富士重工業（270個）、東急車輛製造（500個）、日本車輌製造（230個）にて合計1,000個が製作された。前級であるV18A形からの変更点は主に緊締金具のみである。緊締金具の工夫により低床化が図られ、コンテナ高さ内法寸法がV18A形より約10 mm拡大され、内容積も17.6 m3から17.7 m3に拡大した。その後1989年（平成元年）度に2,000個が増備された。
外法寸法は高さ2,500 mm、幅2,438 mm、長さ3,658 mm。内法寸法は高さ2,201 mm、幅2,282 mm、長さ3,523 mm。最大積載重量は5 t。

## 現状
2001年（平成13年）度以降、V19B形の増備や通風装置付き私有保冷コンテナのUR18A形20000番台やUR19A形20000番台の登場により用途廃止・廃棄が進み、2013年（平成25年）1月に全廃された。